# Рогачинский сельский совет
Рогачинский сельский совет (укр. Рогачинська сільська рада) — входит в состав
Бережанского района
Тернопольской области
Украины.
Административный центр сельского совета находится в 
с. Рогачин.

## Населённые пункты совета
- с. Рогачин
- с. Волица